# 著色異䲁
著色異䲁（學名：Alloblennius pictus），為輻鰭魚綱鳚形目䲁科異䲁屬的一種，分布於西印度洋紅海阿卡巴灣與吉布地塔朱拉灣海域，深度6至10公尺，本魚體延長，呈長橢圓形，頭部有觸鬚，身體呈淺色，頭部及胸部顏色較深，體後半部散佈橙色小圓點，胸部有3-4個黑色斑塊，背鰭第1、第2硬棘間有1黑點，背鰭軟條棘尾鰭有數列排列整齊的淡褐色圓點，體長可達2.6公分，棲息在沿海淺水域，為底棲性魚類，通常躲在洞穴，具領域性，一旦遇危險時以倒游方式躲入小洞穴中，僅露出頭部注視敵人，雌魚產附著性卵，雄魚有護卵行為。